# Santa Cruz, Castillo de Teayo
Santa Cruz är en ort i Mexiko.   Den ligger i kommunen Castillo de Teayo och delstaten Veracruz, i den sydöstra delen av landet, 220 km nordost om huvudstaden Mexico City. Santa Cruz ligger 54 meter över havet och antalet invånare är 500.
Terrängen runt Santa Cruz är huvudsakligen platt, men åt sydväst är den kuperad. Runt Santa Cruz är det ganska tätbefolkat, med 166 invånare per kvadratkilometer. Närmaste större samhälle är Álamo, 14,4 km nordväst om Santa Cruz. Trakten runt Santa Cruz består till största delen av jordbruksmark.